# جیمی وینستون
جیمی وینستون (انگلیسی: Jaime Winstone؛ زادهٔ ۶ مهٔ ۱۹۸۵) یک هنرپیشه اهل بریتانیا است. وی از سال ۲۰۰۴ میلادی تاکنون مشغول فعالیت بوده‌است.

## بخشی از فیلم‌شناسی
از فیلم‌ها یا برنامه‌های تلویزیونی که وی در آن نقش داشته‌است می‌توان به آثار زیر اشاره کرد.
- با عشق رزی (۲۰۱۴)
- الفی هاپکینز (۲۰۱۲)
- مزرعه‌داری (۲۰۱۹)